# Chrysolampra
Chrysolampra es un género de escarabajos de la familia Chrysomelidae.
El género fue descrito inicialmente en 1859 por Baly. Contiene las siguientes especies:
- Chrysolampra dentipes Medvedev, 2006
- Chrysolampra fedorenkoi Medvedev, 2006
- Chrysolampra hirta Tan, 1982
- Chrysolampra laosensis Kimoto & Gressitt, 1982
- Chrysolampra longitarsus Tan, 1982
- Chrysolampra minuta Kimoto & Gressitt, 1982
- Chrysolampra monstrosa Tan, 1988
- Chrysolampra nathani Medvedev, 2000
- Chrysolampra rugosa Tan, 1982
- Chrysolampra thailandica Medvedev, 2006
- Chrysolampra tuberculata Medvedev, 2005